# Ball de bot
Els balls de bot són el conjunt de balls tradicionals de Mallorca. El ball també es pot sentir anomenar ball tradicional, ball popular, ball de plaça, etc., encara que és molt habitual (i vulgar) referir-s'hi mitjançant el nom d'un dels balls que el componen.

## Composició
El Parado de Valldemossa és la segona dansa més antiga que s'ha conservat, vé de la Branda, ja es ballaven a la cort de Pere el Cerimoniós al voltant del 1350. Braços i cames s'obrin i tanquen és a dir branden, mentre es fan tres passos simples laterals alternativament cap a un costat i l'altre. Les mateixes del centre de l'illa provenen de la Courante, dansa cortesana de principis del segle xvi. Amb uns moviments laterals molt llargs que fan que la parella s'acosti i es decanti molt una de l'altra. Consta de: Pas simple+pas simple+pas doble o rossegueta. Les mateixes de llevant de l'illa tenen l'estructura dels minué, damunt el dibuix d'una Z imaginària dibuixada en terra, es desplacen. Fent: Pas simple+pas doble, per tant les tirades són més curtes. El ball més antic de Mallorca és el de teringues o files, els participants es donen la mà i davant hi anava un guia que els dirigia. "Una teringa de tot es carrer / que en mitja hora passa / i mitja hora vé / ué, ué, ué. Ja està datat a Llucmajor el 1343:" Alcuns bons homes, ensems ab moltes bones dones e fembres,en suma més de C, ballaven ab una fila una novia per la vila de Llucmajor ab trompes e ab remor". És un ball molt fàcil que tothom hi pot participar, una manera divertida de cloure el ball. És germana de la Balanguera que també fan un cercle donat-se les mans, mentre es mouen cap a un costat i l'altre.
- El bolero és de ritme bastant lent, i es caracteritza musicalment perquè el tercer compàs se subdivideix en dos. Antigament tenien tots la mateixa extensió, però això avui en dia ja no succeeix a causa de l'evolució dels punts de ball, possiblement. Una característica que sí que ha perdurat al bolero són voltes marcades per la música.
- La jota és molt més ràpida. Originàriament, la cançó es dividia en dos fragments: un instrumental i un cantat, tot i que en les jotes compostes avui dia, la divisió no té per què ser així, ja que n'hi ha prou amb ser fidel al ritme i mantenir la diferenciació entre els diferents fragments per tal de donar joc a canvis de punt durant el ball. Un cas concret de jota és la bullanguera.
- El fandango és ballat de forma molt diferenciada entre Mallorca i Menorca. A Mallorca se n'han conservat molt pocs de tradicionals, de fet s'havia perdut molt el ball encara que avui en dia s'ha anat recuperant.
- La mateixa i el copeo: és un ball a base de passes laterals molt ràpides i ballat sobretot al Llevant de Mallorca. A la part de Selva es ballen unes mateixes llargues amb moviments laterals més pausats

## Història
Els balls que són més antics: El Parado de Valldemossa ve de la Branda que ja es ballava a la cort de Pere el Cerimoniós el 1340, es diu així pel moviment de brandir els braços i els peus. Mateixes com les que balla l'agrupació d'Aires de Muntanya que venen de la Courante francesa del 1550 aproximadament, a base de passes laterals: dues passes simples i una de doble. I altres balls vells, que necessitaven una ensenyament per part dels mestres de ball dels pobles o de les agrupacions, com la de Selva, Valldemossa, Aires Mallorquins del mestre Jaume Company, etc. que feren una feina molt bona per la conservació dels balls. A la part de llevant de Mallorca es fan ballades populars a cases particulars, a Can Bernat de sa Parra al Port de Manacor, a plaça, etc. amb una participació de la gent com als millors temps del ball, en comparació a la zona de Palma que no hi ha aquest ambient. A vegades entre tots els membres d'una família o dues, es fan ballades i realment es troben balls com les mateixes curtes en un estat de conservació molt bo. Entre ells s'ensenyen els balls i respecten a les balladores i balladors que en saben més i que són les que ensenyen els punts, tot de manera molt natural i divertit. Però danses com la del Parado, Balls vells, no es ballen en aquestes ballades,segurament perquè s'han perdut.
El ball de bot està constituït per un conjunt de músiques i balls d'origen galant i cortesà dels segles XVII i XVIII que foren introduïdes a les Balears pels estaments benestants i per representacions teatrals, les quals foren adoptades i adaptades per les classes populars. La millor mostra de música barroca capaç de ser adaptada per a un bolero al segle xviii consisteix en el Llarg del concert en Fa, RV 100 d'Antonio Vivaldi, expressant el més pur esperit italià al bolero.
Al seu torn, el ball de bot patí una forta crisi amb l'arribada a l'illa del ball d'aferrat, iniciat en els cercles elitistes i selectes (vals) i amb el retorn d'immigrants (tango). Cap als anys 20 del segle XX el ball de bot estava en ple declivi i fou en aquest moment en què aparegueren les primeres agrupacions de música i dansa tradicional que suposaren que es salvassin molts de balls antics.
Amb el franquisme, els balls mallorquins, foren l'expressió de la mallorquinitat acceptable i fou promogut com espectacle en determinades activitats institucionals i, després, en la promoció turística.
Finalment a partir dels anys 60 aparegueren noves tendències que pretenien recuperar la cultura popular en un sentit més genuí i participatiu, a partir de les quals el ball de bot ha deixat de ser, només, una representació de cadafal per esdevenir un ball popular col·lectiu. S'han fet unes adaptacions en forma de rotles on hi pot participar més gent, però és una cosa nova d'ara sense tradició, fins i tot els punts no es semblen amb els tradicionals.
Els esdeveniments històrics que han afectat al ball de bot també ho han fet en les seves característiques, a les ballades més senzilles antigament cada peça tenia una coreografia mínima, de manera que cada balladora (que és qui realment "comanda" el ball) improvisava els diferents punts i el ballador l'havia de seguir. El mateix passava amb els cantadors, que començaven a cantar en el moment que volien i improvisaven les cançons (això és el que avui en dia ha esdevingut el ball popular o de plaça). A l'època dels Coros y Danzas de la Sección Femenina, les agrupacions de ball s'havien d'inscriure, en aquell moment per la dictadura. Les agrupacions que es crearen van primar el fet de poder conservar els balls i evitar la seva pèrdua definitiva, per damunt del manteniment del ball de bot en la seva bulla. Per aquest motiu es van estilitzar els moviments, es van fixar els balls perquè tots els balladors feren els mateixos punts alhora i fins i tot es van introduir noves coreografies que resultaven més vistoses que les tradicionals (avui en dia a aquest tipus de ball de bot se l'anomena exageradament"ball compost").
Bartomeu Ensenyat fundador el 1975 de l'Escola de dansa de Palma i director, deia al seu llibre "Folklore de Mallorca" al començament: los bailes mallorquines son españoles, porque los mallorquines somos españoles y nuestra patria es España. Aquesta era l'única resposta que tenia per dir d'on venien els balls mallorquins. Per ell els ball mallorquins havien de ser de clara procedència espanyola: jotes i boleros; a conseqüència de la dictadura. Deia que les mateixes, parados, balls antics, danses velles,.. havien de ser jotes o boleros. La seva recerca consistí únicament a demanar a persones poc coneixedores dels balls, que diguessin que les mateixes eren jotes, sinó deien lo que volia, no sortien. A més afegia que les mateixes eren jotes mal ballades. D'aquesta manera eliminava els balls més antics de Mallorca. Una de les seves conseqüències, va ser fer ballar El Parado de Valldemossa com un bolero, però no mallorquí, sinó un que hi havia gent que els deia sevillanos, que va trobar per Sóller. Amb el grup musical "Música nostra" els balls de l'Escola de dansa de Palma es varen anar escampant per moltes bandes de l'illa. Afortunadament hi ha encara agrupacions de ball, que conserven els balls antics com és Aires de Muntanya de Selva, Aires Mallorquins, que fundà Jaume Company, Es Parado de Valldemossa,etc. i a la part de llevant de l'illa: Manacor, Sant Llorenç des Cardessar,... que conserven els balls com abans per fer festes familiars, ballades a plaça,etc. Don Antoni Galmes. Aires de Muntanya.

## La mostra, la ballada popular i el recital
És habitual la confusió entre els termes mostra i ballada popular.
- La mostra o "ball compost" és una exhibició a càrrec d'una agrupació qualsevol de ball de bot, en la qual fan ús de les seves coreografies i dels seus hàbits antics. Moltes vegades es fa damunt d'un escenari. A les mostres, el públic que sap ballar no hi sol intervenir.
- La ballada popular, coneguda més popularment com ballada, és l'actuació d'un grup musical a un lloc on hi ha espai per ballar (normalment una plaça, encara que s'han arribat a fer ballades a poliesportius, pubs...) i on no actua cap agrupació de ball sinó que és la gent del poble que hi balla. És habitual, en l'actualitat, concloure les ballades amb una bullanguera.
- El recital, quan parlam d'un grup de música tradicional, és la seva actuació dins un lloc on no es pot ballar (un teatre, una església...). En aquestes ocasions els grups solen aprofitar per mostrar les cançons no ballables del seu repertori, que no solen sonar gaire a les ballades i les mostres.